# Graptolitha
Ne pas confondre avec la graphie erronée « Graptolitha » pour Graptolithina (graptolites) classe d'animaux fossiles de l'embranchement des hémichordés.
Genre
Graptolitha est un genre de « papillons de nuit » de la famille des noctuidés. Ce genre de lépidoptères a été inventé par Jakob Hübner.